# قتل مارگارت فترولف
وودلاون جین دو زن جوانی بود که جسدش در ۱۲ سپتامبر ۱۹۷۶ در وودلاون، بالتیمور کانتی مریلند کشف شد. قربانی به حوزه‌های ماساچوست و نیویورک ارتباط داده شد. تحقیقات متنوعی روی این پرونده انجام شد. پیشرفت‌های اخیر نشان می‌دهند که او احتمالاً نوجوانی بوده که از آمریکای جنوبی یا مرکزی مهاجرت کرده بوده و در جاماییکا پلین ماساچوست زندگی می‌کرده‌است. اگرچه خانواده او هنوز مشخص نشده‌است. در سال ۲۰۱۶ مرکز بین‌المللی کودکان گمشده بیان کرد که ممکن است او در زمان حیات از اسم «جزمین» یا «جزی» استفاده می‌کرده‌است.
قاتل یا قاتلین هنوز مشخص نشدند. پس از ۴۵ سال در سپتامبر ۲۰۲۱ وی با نام مارگارت فترولف (Margaret Fetterolf) تشخیص هویت شد.

## کشف جسد

در ۲ سپتامبر ۱۹۷۶ ساعت ۱۰:۲۰ صبح جسد یک دختر ۱۵ تا ۳۰ ساله پیدا شد که در میان یک ملحفه سفید پیچیده شده بود. او کتک خورده بود، موردتجاوز قرار گرفته و خفه شده بود. تجاوز شدید بود و موجب خونریزی گشته بود. احتمالاً او در محل دیگری کشته شده بود و بعد به داگوود رود نزدیک دروازه پشتی یک قبرستان آورده شده‌است. احتمال دارد یک فورد سری ئی که یک ساعت قبل از کشف، نزدیک محل جسد دیده شده بود، به پرونده مرتبط باشد.
قربانی یک مهره سنگی فیروزه‌ای به گردن داشت که به یک طناب پوستی وصل بود. بعلاوه دو کلید با خود داشت (احتمالاً یکی برای خانه و یکی برای در اصلی) که به یک سنجاق قفلی وصل بودند و در جیب شلوار جینش قرار داشتند. او یک بلوز سفید، یک سوتین سفید و جوراب‌های بلند راه راه داشت. یک لنگه کفش پوست ماری بنددار و یک کفی نزدیک جسد پیدا شد که احتمالاً متعلق به قربانی بوده‌است. چند تکه لباس دیگر هم نزدیک قربانی یافت شد.
دو سربند و یک کیسه بذر چمن روی صورتش بود. این‌ها از پشت دور گردنش گره زده شده بودند. یک سربند آبی و سفید بود و دیگری نارنجی و سفید. سربند نارنجی-سفید سوراخ‌هایی متناسب با چشم‌ها و بینی قربانی داشتند. غیر از کیسه روی صورتش، یک تکه از کیسه بذر چمن داخل گلویش پیدا شد. احتمالاً این مسئله و خفگی با طناب عامل مرگ بوده‌است.
عبارت «بذر چمن شرکت مزرعه ای بورو، لکسینگتون، ماس» روی کیسه بود. بعلاوه دست‌های قربانی با نوعی باند به شیوه ای پیشرفته پشت سرش گره زده شده بود.
مقدار بسیار زیادی از یک داروی مسکن در شکم قربانی پیدا شد. کلرپرومازین برای درمان شیزوفرنی بکار می‌رود و این مسئله ما را به این نظریه می‌رساند که قربانی یا قاتل با یک مؤسسه روانی ارتباط داشته‌است. بعلاوه ملحفه ای که دور جسد بود مخصوص مراکز درمان بیماران سرپایی بود.

## بررسی
قربانی بررسی شد و مشخص شد وزنی بین ۱۴۹ و ۱۵۹پوند دارد و بین ۵فوت و ۶اینچ تا ۵فوت و ۹اینچ قدش است. گروه خونی او اُ مثبت بود. شواهدی وجود داشته که او به دندان پزشکی رفته بوده‌است. سه دندان آسیای او کشیده شده بوده و ۵دندان باقی پر شده بودند. بخاطر این مقدار رسیدگی به وضعیت دندانی، مقامات به این نتیجه رسیدند که او از خانواده فقیری نیست. یکی از دندان‌هایش کج بود.
دو حرف که احتمالاً حروف ابتدای اسم و فامیل بودند روی بازوی چپش خالکوبی شده بود که کیفیت مطلوبی نداشتند. این دو حرف جی پی، اس اس، جی بی یا چنین ترکیبی بودند. گوش‌هایش سوراخ داشتند و زحمی روی ران راستش دیده می‌شد. موهای قربانی در خط پیشانی به حالت وی درآمده بودند.
او موهایی به رنگ قهوه ای تیره تا مشکی داشت که روی شانه‌هایش ریخته می‌شد و بافتی موج دار داشت. چشمانش قهوه ای بود و پوستی سبزه داشت. نژاد و اصلیت دقیق قربانی مسئولین را سردرگم کرد ولی گمان می‌رود که او سفیدپوست باشد.

## تحقیق

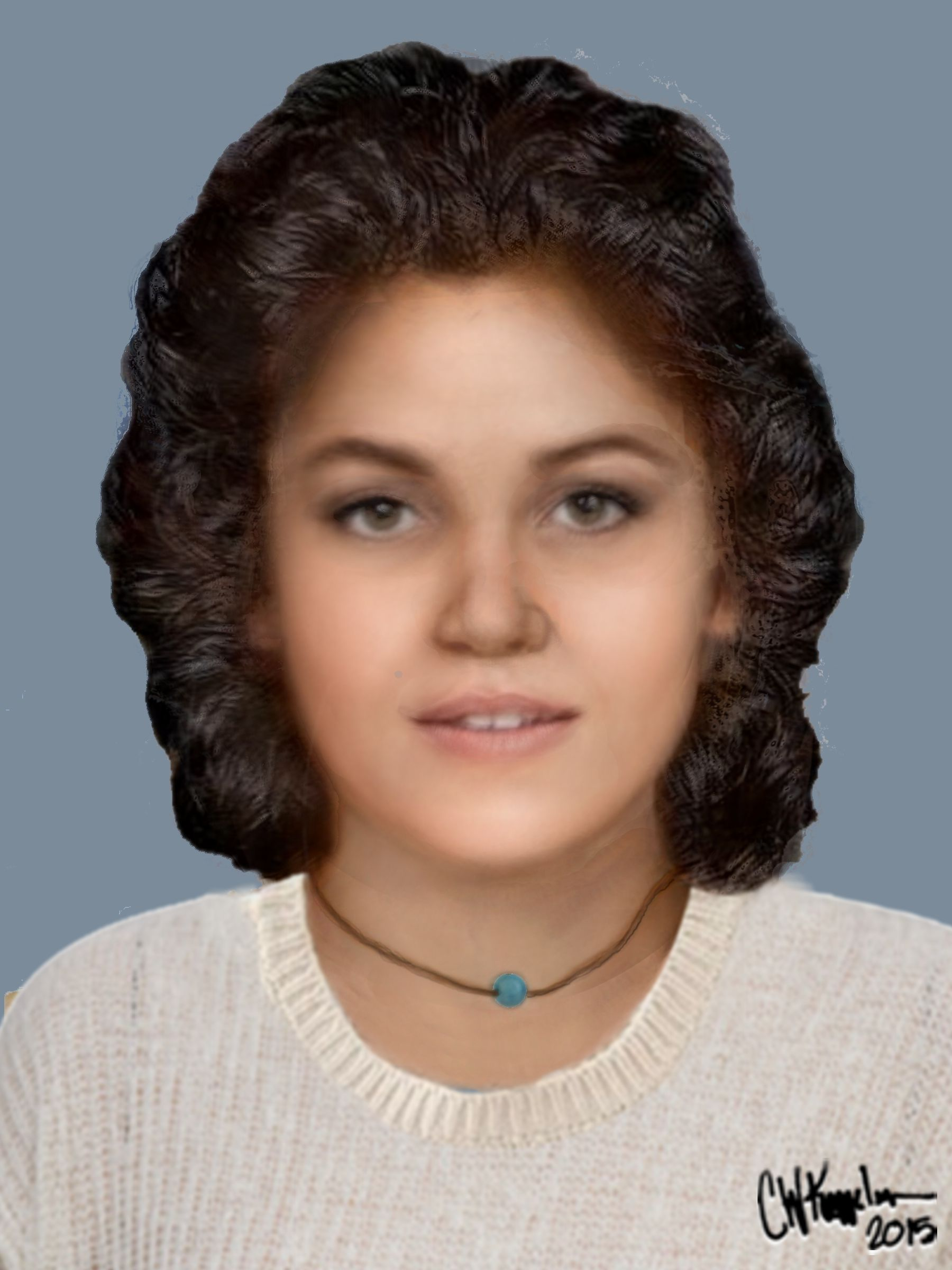
وودلاون جین دو

کمی بعد از کشف جسد، اثرانگشت و اطلاعات دندانی برای تعیین هویت جمع‌آوری شد. این اطلاعات در سطح کشوری بررسی شد ولی به چیزی نرسیدند.
تا اینجا زنان گمشده زیادی از سراسر آمریکا بودند که ممکن بود وودلاون جین دو باشند ولی کم‌کم از لیست احتمالات حذف شدند. در این نقطه پلیس جایزه دو هزار دلاری برای هر نوع اطلاعاتی دربارهٔ این پرونده گذاشت. یک مورد مشابه و احتمالای به نوجوانی به اسم ماریا «میا» انجیراس برمی‌گشت که در فوریه ۱۹۷۶ از خانه اش در کانتیکت فرار کرد.
صورت قربانی چندین بار طراحی شد تا برای عموم منتشر شود. مرکز ملی کودکان گمشده یه طراحی از چهره قربانی را ارائه داد. پلیس با کمک ایو گرانت یک طرح با پسرفت سنی و یک طرح اضافی تهیه کردند به این امید که بفهمند او در سنین کمتر چه ظاهری داشته‌است (اگر او فراری بوده یا کسی او را در کودکی می‌شناخته‌است)
یکی از کلیدهای همراه قربانی در فیتسبورگ ماساچوست ساخته شده بود و مهر DB09212 را روی خود داشت.
کیسه بذر چمن متعلق به یک کارخانه در بوفالوی نیویورک بود که انحصارا در این شهرهای ماساچوست فروخته می‌شد: والتام، رکدال، لوول، ویماوث جنوبی و گرینفیلد. سال‌ها پیش از قتل، تولید این نوع کیسه متوقف شده بود.
تحلیل اشیای همراه با جسد نشان داد که قربانی اوقاتی را در حوزه ای پرجمعیت مثل بوستون، ماساچوست یا نیویورک گذرانده‌است. این اطلاعات از کشف گرده سدر و شوکران بدست آمدند که احتمالاً متعلق به جایی چون باغ گیاه‌شناسی نیویورک یا دانشگاه هاروارد بوده‌است.
این پرونده در زمره تحت تعقیب‌ترین افراد آمریکا رفت. سرنخ‌هایی بدست آمد ولی به هویت قربانی یا قاتل یا قاتلین نرسید.
در دسامبر ۲۰۱۵ پلیس بالتیمور کانتی به سرنخی رسید و مرکز ملی کودکان گمشده اعلامیه ای ارائه داد. موردی مشابه کشف شد که در آن یک نوجوان پورتوریکویی یا کلمبیایی با والدین و ۵خواهر و برادرش به بوستون ماساچوست آمده بوده‌است. گفته شد احتمالاً خالکوبی جی پی به حروف اول شهر برمی گردد که با عنوان «جاماییکن پلین» شناخته شده‌است. بعلاوه محل احتمالی مدرسه او نیز مشخص شد. یافتن اقوام دختر برای مقامات سخت شد و تحقیقات متوقف شد.
در چهلمین سالگرد کشف جسد، مرکز ملی کودکان گمشده طرحی جدید از چهره قربانی منتشر کرد.